# ラーメン発見伝
『ラーメン発見伝』（ラーメンはっけんでん）は、原作：久部緑郎、作画：河合単による日本の漫画作品。『ビッグコミックスペリオール』（小学館）にて連載された。ラーメンを題材としたグルメ漫画である。全26巻。
完結後、久部・河合コンビにより、本作と世界・一部の登場人物を共有し、本作よりも後の時系列を描いた作品『らーめん才遊記』が『ビッグコミックスペリオール』にて連載された。また、さらにその続編となる『らーめん再遊記』が2020年2月より『ビッグコミックスペリオール』で連載中。

## 概要
ラーメン王でフードライターの石神秀幸が原作協力している。基本的に単発ストーリーで、ラーメンレシピの改良、ラーメン店経営の問題点とその解決、創作ラーメンの開発や対決などがテーマとなっている。また、テレビドラマ化もされた。
他のグルメ漫画と異なり単なる“おいしいラーメン”を製作することだけを目的とする趣旨ではなく、むしろ味を追求しただけの“おいしいラーメン”には材料費などの「コスト」、回転率や常に提供できるか、客の心情という「サービス」等ラーメン店経営としては何らかの大きな欠点を持つことを厳しく指摘し、「おいしさ」と「経営」の折り合いやこれに立地条件や宣伝戦を加え、“騙し無しでビジネス的に成功するラーメン店”を目指すことに物語の重点を置いて描かれている。また作中では「Wテイスト」、「創作系」、「スープOFF」などをトレンドとして捉え、ボリューム系（らーめん厨房どきゅん）や老舗系ラーメンの繁盛店も登場する。チェーン系ラーメンについても、当初は登場人物の視点では否定的な見解を示しながら、後には個人店では太刀打ちできないスケールで成功することに肯定的な評価をするようになった（「楽麺亭」のエピソード）。
2020年に『らーめん才遊記』がテレビドラマ化されたことを機に、登場人物の芹沢のエピソード選集である『ラーメン発見伝の芹沢サン』が発売された。このように芹沢が圧倒的に人気が高く、主役達が食われてしまった漫画としても知られている。

## あらすじ
「ダイユウ商事」の商社マン藤本浩平は仕事はパっとしないが、脱サラしてラーメン店を開業するという夢を持ち、夜は会社に秘密でラーメン屋台を引きながら、自分独自のラーメンを開発していた。同僚OLの佐倉祥子は、自身がラーメンフリークということもあり、評判のラーメン屋台を訪れたことで、藤本の秘密を共有し、藤本の夢を応援していた。
ある時、大阪支社より転任してきた新しい上司の四谷課長が自然食レストラン事業を立ち上げ、メニューの1つにラーメンが採り上げられたことで、ラーメンへの造詣が深い藤本と佐倉がメニュー開発の担当に抜擢される。そんな中、ラーメン評論家の有栖涼や、繁盛ラーメン店主の芹沢達也などと知り合うことになり、藤本のラーメン追究の道は大きく広がっていった。
ダイユウ商事がチェーン展開を目指して開店させた「自然食レストラン 大地」での、ラーメンメニュー開発の際の「コンペ」をはじめとする芹沢との数々の勝負で手痛い敗北や、良くて引き分けを繰り返し、更に知り合った小池、片山といったラーメン店主達との様々なエピソードを経て、藤本はラーメン職人としての経験を積んで行き、ついにはテレビのクイズ番組「ラーメン・マニア・キング」で優勝し、優勝賞金1000万円を獲得したことで開店資金も手にする。
しかし、直後の芹沢とのコンペで、「自分には本当に作りたいラーメンがまだない」ことを思い知らされて、今度は自分のラーメンを探すための探求の日々が始まる。
藤本と佐倉は、ダイユウ商事が手がけるラーメンテーマパーク「拉麺タイムトンネル」を担当し、この立ち上げに成功する。しばらくすると、大手が企画した対抗ラーメンテーマパーク「六麺帝」もオープン。それまでは藤本とはともかくダイユウ商事とは協力関係だった芹沢が敵に回り、両テーマパーク間で対抗戦が行われることになり、藤本と芹沢は共に出店している店主のサポートをしながら間接的な対決を繰り返す。
そして最終戦にて藤本と芹沢は直接対決する。自分のラーメンを遂に見つけ出した藤本は芹沢を破ると、佐倉に自らの思いを告げ、佐倉と共にダイユウ商事を退職、念願の自分の店「ラーメンふじもと」をオープンさせ、物語は大団円を迎えた。

## 登場人物

### ダイユウ商事
藤本浩平（27歳）
本作の主人公。営業一課に勤務。会社では定時帰りや就業時間の居眠り常習などのやる気のないダメ社員で通っている。
夜は屋台を引いてラーメン修行を行っているが、会社が禁ずる副業にあたるため、事情を知っているのは佐倉をはじめ、ごく少数である。
自他共に認める一流の「ラーメンマニア」であり、前評判にとらわれないラーメンに対する味覚やラーメン知識はプロも唸る程で、その点に関してはライバルで皮肉屋の芹沢ですら認める程。その為、狭いテーマを与えられてのラーメン創作、既存のラーメンの問題点の解決などには強いが、漠然としたテーマの下では無難なラーメンを作ることが多い。またオペレーションや原価管理、安定した材料の確保など、経営面での考えは経験不足もあって考えが回らないことも多く、芹沢からはたびたび「優秀なラーメンマニア」と揶揄される。
異性の気持ちには鈍感な面があり、自分に思いを寄せる佐倉の気持ちや焼き餅には、周囲の人物が気づいているのに藤本だけが気づかないことも多い。
佐倉祥子（23歳）
藤本の同僚の女性。優秀なOLで、社内でもラーメンマニアとして知られている。味覚は藤本や祐介ほどではなく、祐介から皮肉を言われることもある。
四谷匡史（40歳）
藤本の上司で、営業一課の課長。大阪支社から赴任した。一見ボンヤリしている風で、実は切れ者。常に笑みを浮かべており、藤本達部下に対しても常に丁寧語を使うが、時にはそれを逆手に取って厳しい表情と雰囲気で部下達を叱咤するのに利用することもある。
前任の一課長であり、5歳違うが同期入社でかつ親友でもある大島敏彦から「藤本が屋台を引いている」という情報を引き継いでおり、同時に藤本のフォローも頼まれていたため、暗に藤本の実力（正体）を見抜いていることを示唆する描写がたびたびあった。
博多の出身で、博多ラーメンには並々ならぬ強い拘りを持つ。
葉月玲（32歳）
四谷のいた大阪支社から転勤して藤本の上司の主任となった（後に係長へ昇進）。気が強く、歯に衣着せぬクセのある性格の女性で、藤本とは何かと対立する。その気の強さから度々トラブルを起こし、懐柔するはずのラーメン店主（後述の千葉）にさえ喧嘩を売るような対応をしたこともある。ラーメンの知識は少ないが、飲食店事業についてのノウハウは豊富。杏という瓜二つの妹がおり、ともに空手の達人。藤本と佐倉の仲については好意的。
辻井信一（34歳）
営業一課の係長。やる気のない藤本に厳しく当たるが、残業している部下達に夜食を奢るなど仕事への熱意のある人物。
第一六九話で仙台にある東北支社の営業課長として異動した。
米原信一（22歳）
営業一課に配属された新入社員。山形出身。巨漢で筋力に恵まれている反面、気は小さく頼み事を断れない性格。その巨体のせいで市販品では気に入る服が無いことから自分で編んで着ている。コーヒーやワインには拘りを持ち、熱帯魚飼育の知識もある。
内藤義剛（40歳）
自然食レストランチェーン「大地」1号店の総支配人。
大島敏彦（45歳）
四谷の前任の営業一課の課長。第一話で福島支社に次長として異動した。四谷に引継ぎの際「（藤本が）ラーメン修行をすれば会社の仕事となり、会社の仕事をすればラーメン修行となるようにしてほしい」と提案していた。

### ラーメン業界の人々
芹沢達也（42歳）
繁盛ラーメン店「らあめん清流房」の店主兼フードコーディネーター。冷徹で皮肉屋なリアリストだが、理想の味の追求と提供を決して怠らない情熱家でもある。スキンヘッドで、本人によれば髪の毛がラーメンに入ってしまうのを防ぐためであり、三原冴子に「ハゲ」と罵倒された時には否定した。
フードプロデューサーとして、ラーメンを中心に数々の料理番組に出演し、その際には低姿勢で愛想笑いを浮かべているが、本性を知る藤本や佐倉には「しらじらしい」と呆れられている。
藤本と何度も創作ラーメン対決を行う。藤本を事あるごとに皮肉を込めて「優秀な『ラーメンマニア』」と呼び、馬鹿にしているようだが、実際は経営者の視点や独創的な発想といった、藤本の弱点を指摘している。内心では藤本の実力を評価しており、対決の中で自分を磨いている。
自身の理想とする鮎の煮干しを用いたラーメンを武器に開業するも、客に味を理解されず、不渡りを出して店を潰しかけた。さらにコッテリ志向の客から自分のラーメンを「エサ」と馬鹿にされ、自暴自棄になって大量のヘットを加えたのがきっかけで“舌バカ”な客でも分るコッテリ味の“濃口”を編み出し繁盛店となった。それ以降は一握りの味の分る客に理想の味を提供するため、味の分らない客相手に金を稼ぐというスタンスを貫いている。濃口の欠点に対する藤本の指摘を受け入れる柔軟性も持ち合わせている。藤本・篠崎との対決では、テレビ局から片八百長で負けることを依頼され快諾する（ただし、職人としての意地もあり、一般大衆の投票では負けるが、「分かる人」には自分の勝ちだと分かるラーメンで勝負した）、藤本に「ラーメンこいけ」の行列問題で相談を受けた際にはダーティーな対応策をアドバイスするなど、現実主義でありながら自分の理想を追求しており、商売と職人気質の両立を実現している人物である。
藤本が出場した「ラーメン・マニア・キング」等のテレビ番組では問題を作成したり、勝負のジャッジを務めたりもした。藤本にとって高い壁であり続け、藤本との勝負は芹沢の勝ちか、良くて引き分けに終わる事が多い。
勝負で藤本をやり込めた際は、皮肉を言うか考えの甘さを叱責して去る事が多いが、藤本にも花を持たせるように誘導する事もあった。
藤本との最終決戦では、自身の理想のラーメンの進化版である「淡口らあめん 極（きわみ）」で勝負したが、ワンサイドの評価で敗れ、感情的に審査員達に抗議したが、藤本のラーメンを試食し、客の舌を信じきれずに自身で加えた蛇足ともいえる調理で差が付いたことを認め、負けを認めた。
「ラーメンふじもと」開店日には店を訪れ、集まった多数のキャラクターの前で藤本をやり込めるが、それは彼なりの開店祝いであることを有栖が指摘し、藤本から感謝された。
『らーめん才遊記』では主要登場人物になっており、芹沢が立ち上げたラーメン専門のフードコンサルタント会社「清流企画」が舞台となる。その能力は健在で、新入社員の汐見ゆとりと反発し合いながらも、ラーメンの腕だけでなく経営手腕も育成した。
『らーめん再遊記』では実質上の主人公として登場する。当初は前二作の芹沢とはまるで別人のようにラーメンに対する情熱を失っていたが、後に情熱を取り戻す。回想にて、ラーメン屋開業前は頭髪を剃っておらず、離婚歴もあった事が明かされた。
岩下大輔（30歳）
「らあめん清流房」の新支店の店長候補。芹沢によると、努力家で教えた仕事は完璧にこなすが、柔軟な発想力や斬新な創造力にはやや欠ける。
支店長昇格の条件として芹沢から「藤本とのラーメン対決に勝利すること」を提示されるも敗北。しかし、この時の藤本のラーメンは芹沢すら想定出来なかったハイレベルな物であり、「負けに関しては相手が悪かったから仕方ない」と、岩下を支店長に昇格させている。
『らーめん才遊記』では「らあめん清流房」中野店の店長として登場する。
小池（40歳）
藤本や佐倉と懇意の「ラーメンこいけ」店主。脱サラ組であり、藤本のよき協力者。独身。
藤本に助けられる事もあるが、プロとして助言し導く事も多い。
藤本のラーメン作りを会社に秘密にしている都合上、会社関係者がいる時の実際の調理は小池が行っている。
松永鳴人
名前の読みは「なるひと」だが、ラーメンが好きなため、人には「ナルト」と呼ばせる。「ラーメンこいけ」のアルバイト店員。大卒で就職浪人し「こいけ」で働くことに。喧嘩っ早い性格。
津田良太（28歳）
「どんたく亭」東京支店の店主。気弱な性格で父には頭が上がらない。東京の嗜好に合わせて本店の味を改良したトンコツ醤油ラーメンを作り出す。
津田大造（58歳）
「どんたく亭」博多本店の店主。良太の父親。四谷は学生時代からの顔なじみ。良太の他に美人だが頑固な性格をそのまま受け継いだような娘がいる。
片山晋二（28歳）
「東京ラーメン花輪亭」店主。市役所勤めから独学でラーメン屋に転身。気弱で流されやすい性格で、他人の意見に影響されて突拍子も無い行動を取ることが多く、それによって起こった問題の解決をたびたび藤本に頼みに来る。
片山瞳〔旧姓：冴木〕（24歳）
「東京ラーメン花輪亭」のアルバイト。後に店主の片山と結婚。祐介の初恋の相手。片山の起こす騒動にいつも泣かされている。
武田剛三（43歳）
「らーめん厨房どきゅん」の店主。サラリーマンからの転身。妻子がいるがかなりの女好き。学生時代はラグビー部で、当時は常に金欠でいつも腹を空かせていた。トラブルはまず腕力で解決しようとする人物。イノシシのようと言われるも商才は優れており、店は繁盛している。
後述の「拉麺タイムトンネルvs六麺帝」の対抗戦では、「六麺帝」からの誘いがなかったことに不満を持っており、「東西軒」が引き抜かれたことで一店舗少ない「拉麺タイムトンネル」側に強引に助っ人として参戦した。先攻後攻のルールを逆手にとったルール違反ギリギリの卑怯な策略を取った。
『らーめん才遊記』にも「らーめん厨房どきゅん」ともども登場する。『再遊記』にも登場し、芹沢の復活にヒントを与えた。
天宮研司（21歳）
東大を中退してラーメンの世界に飛び込んで来た。自己顕示欲が旺盛で、プライドが高い。
ワゴン車を改造した屋台で有名店の近所に店を出し、その店の“売り”を見抜いてそこを強化した“明日うまいラーメン”を作るやり方で客を引き付け、あらかた客を奪ったら去って行くことを都内で繰り返していた。そのやり方が自分に付いた客を蔑ろにする行為だと藤本に喝破され、以後は新しく屋台を置く場所を告知してから去るようになった。
その後「フードプロデューサー」の道を志し、その第一段階としてラーメンを手がけ、藤本と何度か対立する。既存のラーメンの味を再現することにおいては右に出る者はいないが、一方で自分自身が作りたい理想のラーメンを持たず、独創性がないことを芹沢から皮肉られている。また、登場するごとにラーメンをビジネスライクに捉える性格が強調される。
後の「六麺帝」編では、寝返った藪下のもとで「フードコンサルタント」として藤本たちと対決、勝負では勝ったものの自身の間違いを認めた藪下が負けを宣言し敗北。その後、六麺帝を追放された藪下の後釜としてラーメン店をオープンする。最終話では進藤マキと付き合っており、藤本の開店祝いに駆け付けた。
千葉周児
東京・池袋にある「神麺亭」の店主。妥協なきカリスマ職人。「オレは、経営者である前にラーメン職人だ!!」というほど、ラーメンにこだわりを持っている。藤本は千葉を苦手としていたが、ラーメンに対する考え方に関しては芹沢より純粋であると感じ、その点に好感を持っている。ラーメンに関する知識・味覚・経験はどれもハイレベル。
本名は佐々木だが、ラーメン好きが高じて「らーめん佐々屋」を始めた当初、ラーメンマニアとトラブルを起こし、ネット上で誹謗中傷を書き込まれ店は潰れた。そのためラーメンマニアを嫌っており、「神麺亭」を始めたのを機に千葉周児と名乗るようになった。
藤本とは、二度対決しいずれも敗れている。その後は藤本と協力関係にもなるが、藤本に対しては「こっち側（ラーメン・マニアではなく、ラーメン店の店主側）に来い」とエールを送っている。
「ラーメンふじもと」の開店日にも来店した。
『ラーメン再遊記』でも、神麺亭グループは健在で黒字経営だが自身の創造力と共に停滞気味でもあり、後進が業界進出してきたことで、経営権を手放し、引退することを芹沢に打ち明けている。

### ラーメンテーマパーク関係

#### 拉麺タイムトンネル
葉月が赴任早々発案したラーメンテーマパークプロジェクトを、藤本と佐倉が葉月を補佐する形で実現させた。それまでのラーメンテーマパークにありがちな「地域別（日本各地のご当地ラーメンを揃える）」「タイプ別（コッテリ系からアッサリ系を揃える）」でなく、「昭和30年代」から、「平成年代」までの数十年で移り変わってきたラーメンを追って行く「年代別」というコンセプトで店舗を揃え、年配の客には懐かしい過去、若い客には未知なる過去への旅となるよう、歩いていて楽しいテーマパークを目指して作られた。
榎木孝
「醤福亭」店主。昭和30年代＝東京・醤油ラーメン代表として入るはずだったが、本店を任せておくはずだった先代店主が突然倒れて入院したために、二代目店主が本店から離れられなくなり、出店を断念した。
夏目和志（41歳）
「中華18番」店主。父親はかつて老舗ラーメン店を経営しており、ラーメンマニアの間でも有名な店だった。しかし父親が亡くなった後は、店の経営を従業員に任せてギャンブルや遊びに金を費やし、店を潰してしまった。その後はダイユウ商事の取引先の食堂に勤め、ひっそりと生計を立てていた。
かつての自分の振舞いを反省すると共に、自分にラーメン店をやる資格はもう無いと自嘲していたが、彼が作るラーメンがかつての「中華18番」で出されていたものをより改良したものであったことから、まだラーメン店をやりたいという気持ちを捨てきれていないと藤本たちに説得され、上記の「醤福亭」の代わりに出店することになった。
後の「六麺帝」編では、かつての従業員だった「うずしお屋」店主の日下部と対決。父親が残した店を最後まで侮辱していたかつての夏目に怒りを燃やす彼に対し、「中華18番」でかつて出されていた賄いの味を利用したラーメンで対決。勝負は僅差で敗れたものの和解した。
西方直敏
「みそ吹雪」店主。昭和40年代＝札幌・味噌ラーメン代表。一見頑固な老人に見えるが優しい一面もあり、オープン初日に発注ミスで麺が足りなくなってしまった「中華18番」のために、飲み仲間の製麺所に製麺を頼んだ。
後の「六麺帝」編では、同じ札幌出身の三原と対決。創作ラーメンのいい案が思い浮かばず、藤本を頼る。
藪下登
「東西軒」店主。昭和50年代＝つけ麺代表。いつもニコニコした良い人そうに見えて実はしたたかで腹黒。
藤本たちを裏切るような形で後述の「六麺帝」へ移籍。「拉麵タイムトンネル」との戦いでも、自分にとって有利になるような条件を整える等卑怯な手段で藤本たちの前に立ちはだかる。かつては「黒寿庵」という蕎麦屋の名店で修業し、自分の店を持つことに情熱を持った心優しい人物だったが、金や名声目的で親方に暖簾分けを求めに来る大勢の人間を見、さらに心労から亡くなった親方の財産を狙った従業員の態度を見て、心を鬼にして「金や名声に汚い」悪役を演じるようになった。対抗戦では、藤本らがかつての「東西軒」の味を再現したことを誤魔化そうとしたが、かつての兄弟子である稲葉六助に看破されて本当の自分の心を取り戻し、(勝負内容としては六麵帝側が勝っていたが)敗北を認めた。その後、その行為を背任と問われ「六麺帝」を追放されたが、四谷のとりなしで「拉麵タイムトンネル」に復帰した。最終戦に藤本が出場する際には藤本のラーメンの試作に協力し、藤本が「自分のラーメン」を完成させるきっかけとなる。
権藤茂俊
「豚こつ食堂」店主。昭和60年代＝博多とんこつラーメン代表。血の気が多く、藤本達にクレームを付けることが何度もあり、オープン後にも藤本達を怒鳴りまくり、藤本達が平謝りしている描写もあった。「六麺帝」に出店している「らあめん BONE」店主の石黒豪とは初対面ですぐに打ち解け、その後諍いが起こるものの、対抗戦の終了後に和解した。
町口治
「にぎやかラーメン」店主。平成年代＝とんこつ醤油ラーメン代表。後述の阿部とはウマが合わずいがみ合っていることが多い。藪下が「六麺帝」に移籍したことを良く思っておらず、対抗戦で藪下と対戦することになった時には闘志を燃やす。言動は粗野だが、ラーメン作りに関する情熱は本物。
阿部潤也
「麺屋　草枕」店主。現代＝濃厚魚介系ラーメン代表。千葉とは旧知の仲。「拉麺タイムトンネル」オープン一ヶ月後の売り上げ集計では最下位だった。「六麺帝」との対抗戦では、最終戦で芹沢と対戦するはずだったが事故に遭い入院することになり、代わりに藤本が出場することになった。

#### 六麺帝
六菱商事の営業部次長、鷲尾泰司（46歳)が、何度も煮え湯を飲まされた四谷への「リベンジ」を目指して拉麺タイムトンネルにぶつけてきたラーメンテーマパーク。拉麺タイムトンネルの最寄り駅である新品川駅ビルにオープンした。鷲尾曰く「ラーメンテーマパークの最終結論」。芹沢の「らあめん清流房」、後述の「中嶋屋」、「～タイムトンネル」から引き抜いた「東西軒」等、「日本最高の六店」を揃えたと豪語した。
当初佐倉と藤本は「施設全体を通じての魅力的なテーマがないといけない」「テーマらしいテーマが（六麺帝には）ない」と、その成功に疑問を唱えたが、四谷は「最高の立地で最高の商品を売るというのは、単純なようで一番の必勝法」「これさえできればテーマも仕掛けも一切必要ない」として、成功を予想した（ダイユウ商事では会社の規模的に不可能であり、業界最大手の六菱商事だからこそできるやり方）。
芹沢は「清流房」を出店するだけでなく、「六麺帝」全体のトータルアドバイザーでもあり、対抗戦でも全店主をサポートしたが、「日本最高の六店」だけあって全員が自分の腕にプライドを持っており、特に日下部や三原は芹沢相手でも一歩も引かず、思い通りに動かすことは困難だったが、藤本との最終戦を前に試食させた「淡口らあめん　極」の前には全員がその圧倒的なクオリティに言葉を失い、ここでようやく芹沢と他の店主達との「六麺帝」内での格付けがはっきりすることになった。
うずしお屋
店主は日下部繁利。店主が一杯一杯自分で作らないと気が済まない完璧主義者のため、支店など出せるわけがないと言われていたが、六菱商事は圧倒的な資金力で、本店を畳んでまで「六麺帝」に出店させることに成功した。日下部は元「中華18番」の従業員であり、店主の夏目とは因縁があったが、対決を通して夏目の改心を認め、自身に対する謝罪も受け入れ、和解した。
中華 すいれん
札幌で人気急上昇の新鋭店。店主は「女帝」三原冴子。三原は藤本に「凶暴」と称されるほどにとても気が強く喧嘩っ早い性格。少しでも頭に血が上ると、味方でかつ目上の芹沢にすら平気で「ハゲ」と罵倒する。芹沢も「この性格でなんで店をやってこれたんだ？」、「トンコツで袋叩きにしてやりたい」と怒りを表した。一方で気さくで大らかな一面もあり、食べに来た藤本たちが「拉麺タイムトンネル」のスタッフだと明かしてバツの悪そうな様子を見せた際には、商売敵には違いないがラーメンを食べに来たくらいで目くじらは立てないと笑顔で応対している。
らあめん BONE
博多のとんこつ・ニューウェイブ店。店主は石黒豪。「～タイムトンネル」側の権藤とは「六麺亭」出店にあたっての挨拶に出向いて意気投合、お互い手加減抜きの真っ向勝負を誓う。その後対決直前に権藤と諍いを起こしたが終了後には和解した。
中嶋暁人（中嶋屋）
27歳。藤本と同じ歳にして、ニューウェイブ系の大行列店「中嶋屋」、ネクストブランド「Salt`s bar」等数店を率いるラーメン界の若きカリスマ。初期からラーメン界の動向の例として何度か名前が出ていたが、「六麺帝」に入店して初めて登場した。パフォーマンス能力もあり、独特の湯切り法「落雷湯切り」を使う。

### その他の人々
有栖涼
売れっ子のラーメン評論家。藤本や芹沢とは懇意で、2人の対決ではよく審査役を引き受けている。美味いラーメンを食べると「大仏顔」と呼ばれる満面の笑顔で独特の言い回しで味を表現し、不味いラーメンを食べると「大魔神」と呼ばれる怒りの形相をする。もっとも、不味いラーメンを食べて「大魔神」になるのは初期のみで、以降は不味いラーメンを食べても困惑した表情になるだけである。ラーメンの味を比喩で批評しており、分かり辛いがどういう味かを表現している。普段は温厚だが、ラーメン嫌いの人物にラーメンの存在自体を否定されるなどの理不尽に対しては「大魔神」となり暴力も辞さない。そのような行動は反省し、藤本達からの苦言も素直に受け入れている。
『らーめん才遊記』にも登場する。ゆとりとも懇意になり、彼女にアドバイスを与えたりしている。
『らーめん再遊記』では評論家をセミリタイアして大学教授に就任し、ラーメン論を上梓している。
祐介
藤本の屋台を始め「こいけ」や「花輪」などの常連の小学生。両親が共働きのため、夕食は一人でラーメンを食べていることが多い。
かなりのラーメンマニアで、味覚は並みの大人以上に鋭い。ラーメンに点数をつけるが、毒舌気味なので採点も辛口傾向。
篠崎友哉
30歳。イケメンの若手評論家にして敏腕フードプロデューサー。料理全般に精通している。
佐倉に恋心を抱いている。それが原因で藤本と対立し対決する場面もあるが、コンビを組み芹沢と対峙することもある。また藤本の関わるラーメンバトルに審査委員として登場する場面もある。その場合は藤本にも、苦手な芹沢にも個人的感情は交えず、厳正に審査している。最終的には佐倉の自分に対する「ＮＯ」を受け入れ、身を引いた。
七瀬恭子
21歳。ラーメンマニアのフリーター。「ラーメン・マニア・キング」に出場した際に藤本と知り合い(当人は他選手の妨害により一回戦敗退)、食べ歩きに同行する仲になる。恋多き性格であり、昔の恋人が話に絡むことも多い。
進藤マキ
24歳。ダイユウ商事が拉麺タイムトンネル立ち上げにあたり設立した子会社の社員。兄の経営するラーメン店のトラブルを解決してもらった事をきっかけに藤本に対して好意を抱くが、安定した職場を捨て脱サラを目指している事を知ると呆れ「ラーメン馬鹿」と見切りをつけた。

## 作中に登場する店・会社

### ラーメン店
ラーメンこいけ
東京醤油ラーメンの店。自家製麺。周りの人のアドバイスに左右され続けた結果、個性の無い味になってしまい有栖涼の「大魔神」顔を受けてしまう。藤本のアドバイスで、元の個性、煮干しを強調した味に戻す。
藤本が創作ラーメンの試作を行うときはここの厨房を借りることが多い。
らあめん清流房
芹沢が店主を務める行列店。ダイユウ商事の近所など何店も支店を出している。
高知の水産加工会社に特注して作らせた鮎の煮干しを用いたスープが売り。鮎の清涼な風味の活きた“淡口”とニンニクを揚げた牛脂（ヘット）を加えた“濃口”がレギュラーメニューで、その他にも創作メニューを定期的に出している。藤本の考案した“ネギ油らあめん”もメニューに加えている。
『らーめん才遊記』にも中野店などが登場する。
らあめん大河
ダイユウ商事が手掛けるラーメンチェーン店。「大地」のために考案した醤油・味噌・塩ラーメンを改良して出している。新東京駅の地下街にサテライト店としてオープンした。
東京ラーメン花輪亭
カツオブシを強調した魚介系ラーメンの店。テレビで紹介される程度には有名店だが、店主である片山晋二の突拍子も無い行動で客の入りの変動が激しい。
支店は1軒。3号店も出すが従業員とトラブルを起こして譲渡する。
どんたく亭
博多に本店を構えるトンコツラーメンの老舗。東京に支店を出す。
本店では典型的なトンコツラーメン、東京支店ではさらに鶏ガラや煮干しも加えたトンコツ醤油ラーメンを出している。
らーめん厨房どきゅん
普通の2倍ほどの麺に山盛りの野菜炒めと超大盛り。食べるのに時間が掛かっても麺が伸びにくいように加水率は高め。近年のデカ盛りブームにも乗って人気が上昇中で、熱狂的なファンが多数おり店内でしばしば「どきゅん is No.1!」のコールが起きる。
『らーめん才遊記』にも登場し、数店舗展開している。『再遊記』ではそうとう手広く店を増やし繁盛しているらしく、武田は派手な夜遊びに明け暮れている。
麺 朱雀
「大河」のすぐ近くにあったラーメン店。店主は猿田秀吉（45歳）。芹沢がリニューアルをした。「大地」のために考案した醤油ラーメンを出している。
「大河」との競争に苦戦し芹沢に再プロデュースを依頼、7種類の香味油を使った7種の味のラーメンを出す。行列も作り「大河」とは互角だったが、店主の暴走で醤油・味噌・塩・トンコツの4種類のラーメンを業務用のスープを使って出してしまい、それまでの常連客さえ失いしばらく閉店することになる。その後、猿田は再び芹沢に再プロデュースを依頼するが、ラーメン屋はあくまで副業であり、本業は悪徳ブローカーのため、以後ラーメン屋としては登場していない。
ラーメンふじもと
本作ラスト2話に登場。「ラーメン・マニア・キング」にして、天才ラーメン職人「ザ・ラーメンマスク」である藤本浩平が脱サラし満を持して開いた店。
「拉麺タイムトンネル」vs「六麺帝」の対抗戦で芹沢を破った、カツオ節、鯖節、煮干し、昆布等の魚介系、豚ゲンコツ、丸鶏の動物系に加えて、様々なキノコを煮込んだトリプルスープ方式の「未だかつてなく、また昔懐かしい」醤油ラーメンが目玉。開店初日は対抗戦の時と全く同じ味、二日目からは芹沢のアドバイスで麺を1cm長くしてスープの旨さをより味わえるラーメンになった。
次回作『らーめん才遊記』の主人公「汐見ゆとり」がラーメンに目覚めるきっかけとなる店であったとして最終話に登場。芹沢も「本物のラーメン屋」との評価を汐見に告げている。『才遊記』ドラマ版には登場していない。

### その他の料理店
大地
ダイユウ商事が立ち上げた自然食レストランチェーン。無農薬有機栽培の野菜など、安全面やヘルシーさを売りにした家族向けのレストラン。モットーは「毎日でも食べられる外食」
藤本が考案したトンコツラーメンと味噌ラーメン、芹沢の考案した醤油ラーメン、塩ラーメンがメニューに並び、その他季節ごと、フェアーごとに期間限定ラーメンも並ぶ。

### 会社
ダイユウ商事
主人公の藤本達が勤める会社。自然食レストランのチェーン展開、ラーメン店のチェーン展開、ラーメン博物館などを仕掛ける。
確認できる範囲では、大阪、仙台、福島、青森、札幌に支社を持っている。
六菱商事
ダイユウ商事同様食品関係で、業界最大手の存在。しかし営業部次長の鷲尾は四谷に何度も煮え湯を飲まされてきたため、対抗してラーメンテーマパーク「六麺帝」をオープンさせる。

## テレビドラマ
日本テレビにより、2004年10月12日に2時間スペシャルドラマとして単発ドラマ化された。漫画とは登場人物の設定が若干異なる。『ぐるぐるナインティナイン』の『グルメチキンレース・ゴチになります!5』出演者の国分・中島・船越・羽鳥の4人も出演した。本作から約15年半後に連続ドラマ化された『才遊記』同様に、芹沢を演じる鹿賀はスキンヘッドではなかった。

### キャスト
- 藤本浩平：国分太一 （TOKIO）
- 佐倉祥子：平山あや
- 仲野すみれ：中島知子（オセロ）
- 神田京子：若槻千夏
- 天野太朗：須賀健太
- 天野由香：宮崎美子
- 辻井：斉藤暁
- 芹沢達也：鹿賀丈史
- 有栖涼：船越英一郎
- 小池さん：蛭子能収
- 岩下：ガッツ石松
- 高津：角田信朗
- 坂東：酒井敏也
- リポーター：羽鳥慎一（日本テレビアナウンサー〈当時〉）
- 客人：橋下徹、さとう珠緒、ふかわりょう、塙尚輝
- 女性ナレーター：有坂来瞳
- 赤倉社長：中尾彬

### スタッフ
- 原作：久部緑郎
- ストーリーサポーター：石神秀幸
- 漫画：河合単
- 脚本：羽原大介
- 原案協力：野村敦司、松田勝洋、林祐一（小学館『隔週刊ビッグコミックスペリオール』編集部）
- プロデューサー：伊藤響、三瓶慶介、北島和久、大塚泰之
- 演出：梅沢利之
- 製作著作：日本テレビ

## カップ麺
2007年5月には日清食品より、本作とタイアップしたカップ麺が発売された。醤油豚骨味と塩味の2種類で、いずれも11巻掲載の「銚子港フェア」で紹介されたラーメンを再現したものとなっている。